# Les Sports en Égypte
Pour plus de détails, voir Fiche technique et Distribution.
Les Sports en Égypte (Egyptian Sports) est un documentaire américain sorti en 1912, réalisé par Sidney Olcott, tourné en Égypte durant l'hiver 1912.

## Fiche technique
- Réalisation : Sidney Olcott
- Scénario :
- Production : Kalem
- Directeur de la photo : George K. Hollister
- Décors :
- Longueur : 45 m
- Date de sortie :  France : 27 septembre 1912 (Paris)
- Distribution :

## Anecdotes
Le film a été tourné au Caire, en Égypte, sur un champ de courses.